# Mörttjärnen (Svegs socken, Härjedalen, 687846-140210)
Mörttjärnen är en sjö i Härjedalens kommun i Härjedalen och ingår i Ljusnans huvudavrinningsområde.